# Mid West
Mid West är en region i centrala Western Australia med en folkmängd på 58 000 invånare (2016). Regionen har en kuststräcka på omkring 400 km och sträcker sig 800 km inåt land. Närmast kusten kommer riklig nederbörd och områdets ekonomi präglas av jordbruk och fiske. Det inre av regionen är betydligt torrare, och längst i öster finns Gibsonöknen. Här är brytning av guld och nickel viktigaste näringarna. Största stad är Geraldton med omkring 40 000 invånare.
Regionen omfattar 18 lokala förvaltningsområden:
- Carnamah
- Chapman Valley
- Coorow
- Cue
- Greater Geraldton
- Irwin
- Meekatharra
- Mingenew
- Morawa
- Mount Magnet
- Murchison
- Northampton
- Perenjori
- Sandstone
- Three Springs
- Wiluna
- Yalgoo